# 99 франків (фільм)
«99 франків» (фр. 99 francs) — екранізація роману Фредеріка Беґбедера «99 франків». Світова прем'єра відбулась 26 вересня 2007 р.
Режисер — Ян Кунен, продюсер — Ален Гольдман, сценаристи — Ян Кунен, Ніколас Шарле, Бруно Лавен, Фредерік Беґбедер. Головні ролі зіграли Жан Дюжарден, Жослін Ківрен, Патрік Мілле, Ваїна Джоканте, Еліза Товаті. Фільм «99 франків» триває 99 хвилин.

## Сюжет
Як і книга, фільм представляє сатиричний погляд на сучасний рекламний бізнес. У стрічці описано історію рекламного креативника Октава Паранго (Жан Дюжарден). Його вважають генієм, бо він займається рекламою у великому агентстві «Rosserys & Witchcraft» та здатен продати будь-яку ідею. Разом зі своїм артдиректором Шарлі (Жослін Ківрен) головний герой вигадує рекламні слогани, зачіпки, повноцінні ролики, які потім примушують людей купувати певний товар.
Октав молодий, гарний та саркастичний. Він зовсім не боїться втратити роботу, бо не сумнівається, що його візьмуть у будь-яку компанію. В Октава багато грошей, жінок та кокаїну, який він вживає постійно. Людина для нього такий самий продукт, як і все інше. Але з героєм випадково стаються дві речі. Він закохується у Софі (Ваїна Джоканте), найгарнішу співробітницю агентства. Коли Софі каже про свою вагітність, Октав вирішує, що не готовий до такого серйозного кроку. Софі кидає його, а він шкодує про своє рішення. Коли він розуміє, що скоєне не виправити, намагається забутися в клубах, в обіймах повії, але скрізь бачить тільки Софі. До того ж молочний концерн «Мадон» не схвалює варіант рекламного ролика Октава. Героя змушують написати типовий, на його думку, сценарій. Октав нічого не сміє сказати цьому клієнту. Через ці події він вживає ще більше кокаїну. Переживши клінічну смерть від передозування, герой приходить до тями. Відразу після одужання він вирушає на знімання рекламного ролика. Октав постає проти системи. Він саботує власну компанію і вирішує помститись клієнту з «Мадон».

## Фредерік Беґбедер
Фільм «99 франків» поставлений за відомим і досить скандальним романом Фредеріка Беґбедера, який вийшов у 2000 р. У Франції книга розійшлась накладом 500 тис. екземплярів. Роман по праву займає місце в списку найяскравіших літературних подій Європи початку 2000-х.
Фредерік Беґбедер — французький письменник, одна з найпомітніших фігур у літературному світі сучасної Франції. Заслужену славу одного з найцікавіших сучасних письменників Беґбедеру принесли романи «Спогади пришелепуватої молодої людини» (1990), «Канікули в комі» (1995), «Любов живе три роки» (1997), «Оповіданнячко під екстазі» (1999), «99 франків», що став лідером книжкових продажів 2000 р. у Франції.
«99 франків» має автобіографічний характер. Беґбедер теж працював у рекламному агентстві і вживав наркотики. З компанії його звільнили незадовго до виходу роману. Актор Жан Дюжарден зовнішньо дуже схожий на письменника. На початку є епізод, коли Октав після складної ночі дивиться у дзеркало і бачить не власне відображення, а обличчя Фредеріка Беґбедера. Також письменник з'являється в фільмі у ролі стюардеси та хлопця на дискотеці.
Назва книги збігається з її вартістю у французьких крамницях. Після введення євро роман був перейменований у «14,99 євро».
Вперше російський переклад роману був опублікований у другому номері журналу «Іноземна література» за 2002 р. Через декілька місяців «99 франків» вийшли окремою книгою у видавництві «Иностранка».

## Складності зі зніманням
Фільм 2007 р. є другою екранізацією роману. До цього у 2002 р. майстер короткометражного кіно Гілберт Понте вже зробив сценічну версію на сцені паризького театру.
Коли Фредерік Беґбедер вирішив екранізувати власну книгу, він хотів зберегти творчий контроль над зйомками, обирати режисера і актора на головну роль. Спершу обговорювались імена режисера та сценариста Антуана де Кона та режисера і продюсера Матьє Кассовіца. Характер Октава мав передати Едуард Бер.
Режисер Ян Кунен підходив для цієї роботи, бо вже стикався зі світом реклами. Під час знімання «Блуберрі» він почув про проєкт «99 франків». Але для реалізації проєкту Кунену знадобилось декілька років, бо комерційні телемережі (зокрема, такий гігант як Canal +) відмовились від фінансування, не бажаючи виділяти гроші на картину, яка висміює світ реклами та його мешканців. До того ж, любов режисера Яна Кунена до експериментів, могла неминуче скоротити чисельність майбутньої аудиторії.
Саме Ян Кунен вирішив, що Жан Дюжарден ідеально підходить на роль Октава. Зіграти Софі Кунен запросив Ваїну Джоканте, з якою вже працював у стрічці «Блуберрі». Сам режисер теж зіграв невелику роль у стрічці — глядача в кінозалі в дитинстві Октава.

## Новаторство «99 франків»
«99 франків» зроблений у традиційному для Яна Кунена кліповому стилі. Вважається, що найкраще у стрічці — віртуозні переходи від однієї сцени до іншої. Одна половина критиків відзначала, що з часів «Добермана» та «Блуберрі» творчий почерк режисера не змінився.
Інша ж половина вважає, що екранізація заряджена різними незвичайними ходами. Балансування героя між звичайною та наркотичною реальністю нагадує стрічки Стенлі Кубрика. Впавши в кому, Октав бачить себе в Космосі
поруч з власною ненародженою дитиною. Малюк, схожий на інопланетянина, розглядає свого батька, а потім обережним рухом пальця відправляє його назад в реальність.
Приблизно в цьому ж дусі виконана сцена в Маямі. Октав і двоє супутників пробують новий наркотик, і потрапляють в світ комп'ютерної графіки, де все стає іграшковим.
У фільмі є дві альтернативні кінцівки, які є копією початку.
Перший фінал — трагічний. Октава і його друга призначають креативними директорами. На вечірку-вшанування приходять поліцейські, щоб заарештувати їх. Октав миттєво все зрозумівши, піднімається на дах і стрибає вниз.
Другий фінал «99 франків» — оптимістичний. Октав імітує власну загибель, маскується до невпізнання і мстить замовнику з «Мадон», показавши по телебаченню треш-версію реклами йогурту «Старлайт». Після цього він усамітнюється на острові для переродження, а через деякий час до нього повертається Софі з донькою.

## Касові збори
Бюджет стрічки склав 12 500 000 доларів, а світові збори досягли 13 189 281 доларів. У Франції «99 франків» подивились 1 146 222 глядачів, у Росії — 109 821, у Німеччині — 109 736. 
В Україні прем'єра відбулась 14 лютого 2008 р. На DVD стрічка вийшла 28 травня 2009 р.